# 加藤顕清
加藤 顕清（かとう けんせい、1894年12月19日 - 1966年11月11日）は、岐阜県出身の彫刻家、洋画家。本名、加藤 鬼頭太。
長年に亘り日展審査員を務めたほか、後進の指導育成に尽くした。

## 略歴
1894年（明治27年）12月19日、岐阜県に生まれる。生後まもなく北海道深川市に転居し、上川中学校（現・北海道旭川東高等学校）卒業後、旭川市で代用教員を務めた後に上京して上智大学哲学科に入学。中原悌二郎の彫刻に出会ったことをきっかけに、1915年（大正4年）東京美術学校彫刻科入学、在学中は高村光雲、白井雨山に師事。
1923年（大正12年）同校研究科を卒業し西洋画科本科に再入学、藤島武二、長原孝太郎に師事し油絵を学んだ。1928年（昭和3年）東京美術学校油絵科卒業。
在学中の1921年（大正10年）に「静寂」が第3回帝展入選、その後1928年（昭和3年）より3年連続で帝展特選受賞となり、第9回「女人像」、卒業後の第10回「群像」、第11回「立像」がそれぞれ受賞している。
1931年（昭和6年）より帝展審査委員。この間、奈良で上代彫刻の研究を行う。1932年（昭和7年）より北海道庁嘱託を務める。1933年（昭和8年）より東京美術学校講師嘱託。
1934年（昭和9年）、日本彫刻家協会創立、同会会長就任。翌1935年（昭和10年）より北海道庁千島調査委員委嘱となり、南北千島列島・樺太踏査に赴く。1936年（昭和11年）より文部省美術展覧会審査員委嘱。1938年（昭和13年）、北海道第二拓殖計画委員を委嘱。
1942年（昭和17年）、海軍省嘱託アリューシャン方面戦線最高顧問およびキスカ島施設監督官を兼任。
1946年（昭和21年）、東京芸術大学講師を務める。同年、日本彫刻家連盟委員長、東京都都市美委員会委員委嘱に就任。1950年（昭和25年）、日展参事に就任。
1952年（昭和27年）、前年1951年度（昭和26年）出品作「人間」が第8回日本芸術院賞受賞。
1954年（昭和29年）より渡欧し、イタリアのローマではギリシャ古典彫刻、フランスのパリでは近代美術、ドイツのミュンヘンではアドルフ・ヒルデブラントおよびハンス・マレーヌ、スウェーデン、デンマーク、ノルウェーでは北欧新古典彫刻を研究した。翌1955年（昭和30年）にはフィンランド、ラップランドなど北極圏を旅行。同年、ローマにおいて日本およびイタリアの美術協会会長となる。また同年、奈良において再度飛鳥仏像彫刻および中国古代彫刻の研究を行う。
1960年（昭和35年）、日本都市建設協会技術委員。翌1961年（昭和36年）には東京都都市美協会常務理事に就任。1962年（昭和37年）2月、日本芸術院会員に任命された。1964年（昭和39年）1月には日本放送協会 (NHK) 美術顧問嘱託。
1965年（昭和40年）より日展常任理事。1966年（昭和41年）6月、日本彫塑会会長就任。
同年11月9日、自宅アトリエ2階の階段から誤って転落し、11月11日に搬送先の神奈川県藤沢市の外科病院にて脳内出血と骨盤骨折のため死去、享年71。

## 受賞歴
- 「静寂」 （1921年（大正10年）） - 第3回帝展入選[1]。
- 「女人像」（1928年（昭和3年）） - 第9回帝展特選[1]。
- 「群像」（1929年（昭和4年）） - 第10回帝展特選[1]。
- 「立像」（1930年（昭和5年）） - 第11回帝展特選[1]。
- 「人間[4]」（1952年（昭和27年）） - 1951年度（昭和26年）日本芸術院賞[1][4]。

## 作品
- 「コタンのアイヌ」（1948年） 中原悌二郎記念旭川市彫刻美術館
- 「人間」（1951年） 日本芸術院賞
- 「馬」（1953年）
- 「トルソ・女」（1955年）
- 「ペステム」（1957年）
- 「黒田岩吉像」（1959年）
- 「トルソ・女」（1960年）
- 「盲目のアコーディオン奏き」（1960年）
- 「人間像・青年」（1960年） 旭川市7条緑道
- 「女の首」（1962年）
- 「コタンのメノコ（愛情）」（1962年）
- 「日米ガールスカウト友好の像」（1962年）横浜・山下公園
- 「真崎健夫先生像」（1963年）
- 「母子像」（1963年）
- 「イレネー」（1963年） 帯広競馬場前庭
- 「裸婦座像」（1964年）
- 「弁財天と世界女性群像」（1964年） 江の島東京オリンピックヨット競技会場記念
- 「黒沢酉蔵像」（1962年）
- 「篠田弘作像」（1965年）
- 「ロシア人の首」
- 「望郷のタロー」 一番町セントラルビルディング（東京都千代田区一番町22番地1）
- 「W.S.クラーク胸像[6]」 北海道大学構内
  - 現存像は田嶼碩朗により1926年（大正15年）5月14日に建立された元像が1943年（昭和18年）6月に太平洋戦争で金属供出したため、田嶼没後の1948年（昭和23年）10月に加藤が田嶼の残した石膏原型を元に元像に忠実に再現した複製[7][8][9][10][11]。
- 「クラーク先生の原像」 北海道大学事務局大会議室
- 「青年像」 NHK放送センター入り口花壇
- 「佐藤昌介像」 北海道大学農学部3階（農業経済学科）・中央ローン東側

## ギャラリー

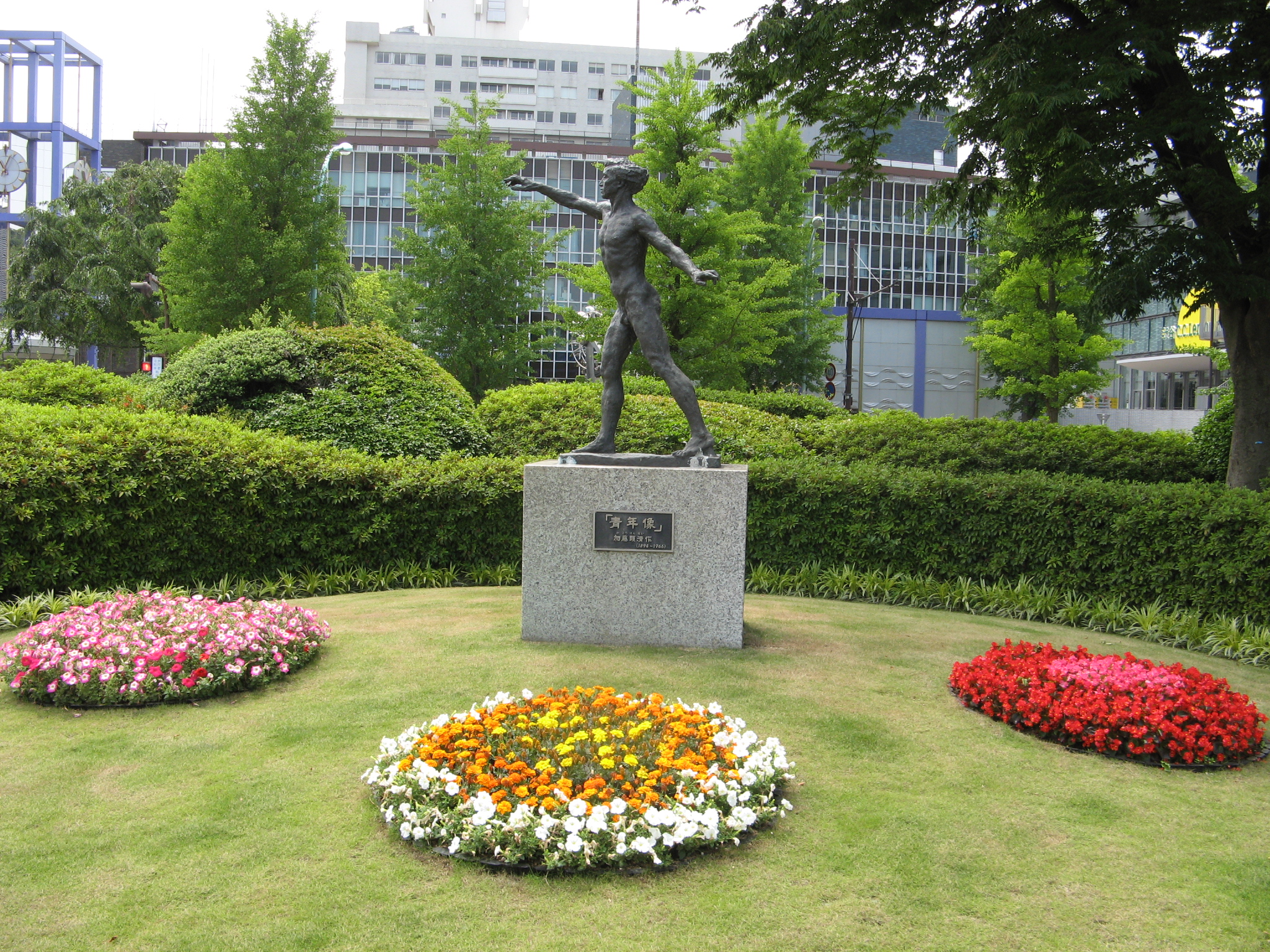
青年像（東京都渋谷区NHK放送センター）